# Inspiratorischer Laut
Ein inspiratorischer Laut (lat.: īnspīrāre „einatmen“) entsteht, wenn der Phonationsstrom nicht von den Lungen her kommend durch den Vokaltrakt (Ansatzrohr) nach außerhalb des Körpers strömt, sondern durch Einatmen mit Unterdruck im Brustkorb gebildet wird.
Inspiratorische Laute kommen in keinem phonetischen Inventar einer bekannten Sprache vor. Sie werden allerdings nebensprachlich verwendet, so zum Beispiel im Deutschen durch ein inspiratorisches Ja als kurze Antwort auf eine Frage, als Interjektion oder Verzögerungslaut.